# Кілер іде геть
«Кілер іде геть» (англ. Knox Goes Away) — американський кримінальний трилер 2023 року режисера Майкла Кітона за сценарієм Ґрегорі Пуар'є. У головних ролях знялися: Кітон, Джеймс Марсден, Сьюзі Накамура, Йоанна Куліг, Рей Маккіннон, Джон Гуґенаккер, Лела Лорен, Марсія Ґей Гарден і Аль Пачино. У фільмі розповідається про найманого вбивцю (Кітон), якому після діагностики швидкоплинної форми деменції надається можливість відкупитися, врятувавши життя свого дорослого сина (Марсден), з яким у нього не дуже добрі стосунки.
Прем'єра фільму відбулася на Міжнародному кінофестивалі в Торонто 10 вересня 2023 року, а 15 березня 2024 року компанія Saban Films випустила його в прокат у США. Прокат в Україні — з 28 березня 2024 року.

## Акторський склад
- Майкл Кітон —  Джон Нокс, найманий убивця "Аристотель"
- Аль Пачіно — Ксав'єр Крейн, давній друг Нокса
- Марсія Ґей Гарден — Рубі Нокс, колишня дружина Нокса
- Джеймс Марсден — Майлз Нокс, син Джона
- Сюзі Накамура — Емілі Ікарі, старша детективка поліції
- Джон Гуґенаккер — Рейл, детектив поліції
- Йоанна Куліг — Енні, повія
- Рей Маккіннон — Томас Мансі, напарник Нокса
- Лела Лорен — Шеріл Нокс, дружина Майлза
- Денніс Дуган — Філо Джонс, барига
- Пол Перрі — Фредерік Бернс, лікар Нокса
- Джей Полсон — Джельфузо, молодий детектив поліції
- Чед Донелла — Джордан Мур, турист, що знайшов Нокса в лісі

## Виробництво
Фільм зняла студія Brookstreet Pictures за участі Three Point Capital (TPC) та Sugar23, режисером став Майкл Кітон, автор сценарію Ґрегорі Пуар'є. Основні зйомки проходили з жовтня по грудень 2022 року в Лос-Анджелесі.

## Випуск
Світова прем'єра фільму «Кілер іде геть» відбулася на Міжнародному кінофестивалі в Торонто 10 вересня 2023 року. У листопаді 2023 року компанія Saban Films придбала права на розповсюдження фільму в США, пізніше запланувавши прем'єру фільму в кінотеатрах 15 березня 2024 року. Прокат в Україні з 28 березня 2024 року, дистриб'ютор SVOEkino Film Distribution.

## Сприйняття
На вебсайті агрегатора рецензій Rotten Tomatoes 61 % із 70 відгуків критиків є позитивними із середньою оцінкою 5,1/10. Консенсус вебсайту говорить: «Майкл Кітон режисерує Майкла Кітона у фільмі „Кілер іде геть“ і отримує від себе приголомшливу гру — хоча й заважає поганому сценарію». Metacritic, який використовує середньозважену оцінку, поставив фільму 54 бали зі 100 на основі 19 критиків, вказуючи на «змішані або середні» відгуки.